# Het Lemland
Tom Poes en het Lemland of kortweg Het Lemland is het 92ste verhaal van Tom Poes, geschreven door Marten Toonder. Het verhaal verscheen voor het eerst op 8 december 1960 en liep tot 8 februari 1961. Het thema is illegale immigratie. 

## Samenvatting
Heer Bommel verleent een groep dakloze lemmingen onderdak, maar algauw blijken er steeds meer te komen. Heer Bommel oppert nu in de Kleine Club de gedachte van een Olivier B. Bommel Huis voor de lemmingen. Na een felle discussie besluit heer Bommel om de reizende lemmingen dan maar in eigen huis onderdak te gaan aanbieden.  Maar Joost is de lemmingen al snel zat. De bediende waarschuwt de politie en neemt ontslag. 
Heer Bommel drukt Joost op het hart dat de lemmingen zijn gasten zijn, "al zou de hele familie Lem hier komen logeren". Van deze opmerking zal hij spijt krijgen. Grootvader Lodder Lem roept telepathisch alle lemmingen op richting Bommelstein. De lemmingen menen nu echt dat Bommelstein het Lemland is en dat Heer Bommel hen heeft uitgenodigd. Duizenden lemmingen bestormen nu het slot. 
Heer Bommel kan niet meer in zijn eigen kasteel wonen. Wanneer de gasten Bommelstein volledig hebben uitgewoond, storten ze zich op de stad Rommeldam. De winkel van kruidenier Grootgrut wordt op klaarlichte dag uitgeplunderd. Heer Bommel krijgt de schuld van dit alles en is reeds als dakloze opgesloten. 
Uiteindelijk weet Tom Poes een oplossing. Hij laat Wammes Waggel wegwijzers maken naar Lemland, en dat blijkt zeer effectief te zijn.

## Achtergronden
Een andere bijzonderheid is dat het vermeende suïcidale gedrag van lemmingen in dit verhaal wordt beschreven. Dit gedrag vertonen lemmingen niet, maar deze stadssage is door de Walt Disney-documentaire White Wilderness de wereld in geholpen, en hier overgenomen.

## Hoorspel
- Het Lemland in het Bommelhoorspel